# 鈴木Fronte Coupe
鈴木Fronte Coupe乃日本鈴木汽車工業（今鈴木公司）於1971年至1976年之間開發製造、從鈴木Fronte衍生而出的輕型轎跑車。

## 歷史與概要
自1967年3月本田N360問世，日本車壇掀起輕型車的競爭態勢。各家日系車廠競相發展運動化的雙門轎跑車，鈴木汽車工業（今更名成鈴木公司）也在1971年9月以第三代Fronte（Fronte71W）發展出「Fronte Coupe」，廣告口號打出「僅供二人的轎跑車（ふたりだけのクーペ）」。由義大利著名的汽車設計師喬吉·喬治亞羅（Giorgetto Giugiaro）操刀的外型設計，再經鈴木的設計師修飾而成，車高1,200mm為當時同級車最低。傾角可調轉向柱最大可調57mm之範圍，座椅也採運動化桶椅之設計。儀表板採六顆獨立表設計，由右至左分別是油量、速度、轉速、水溫、電流、時鐘，其中時鐘具有計時功能；頂級GX車型更於遮陽板上方設置室內溫度計、情境變色燈等。按配備多寡分成標準版GE、頂級版GX等車型，另有配置輻射層輪胎的GER和GXR車型，其中R即代表radial tire。
動力心臟乃是356c.c.水冷式直列三缸二衝程LC10W型引擎，冷卻方式從氣冷式改成水冷式，為了抑制噪音，採用雙冷卻器。由於採三化油器，可輸出37ps / 6,500rpm、4.2kg·m / 4,500rpm之最大馬力與扭力峰值。縱然此部車採後置後驅的佈局，車身前後重量分配比為39.5：60.5。此外，原廠準備許多競技用部品，諸如可強化車身剛性的防滾籠、賽車桶椅、三點式安全帶（標準為二點式）、賽車型方向盤、金屬止滑踏板等。
1972年 - 2月追加可乘坐4人的GXF車型。6月新設廉價入門版GAF車型，最大馬力卻降成31ps。另有最高階的GXCF車型，新增前輪碟煞裝置、串聯式主缸（tandem master cylinder）煞車等配備。同年10月，順應消費者的意見而廢除雙人座車型。
1974年 - 5月為順應廢氣排放新制而重新調校引擎，馬力從37ps降為35ps。
1976年 - 6月正式停產，翌年10月由鈴木Cervo接手後繼之位。

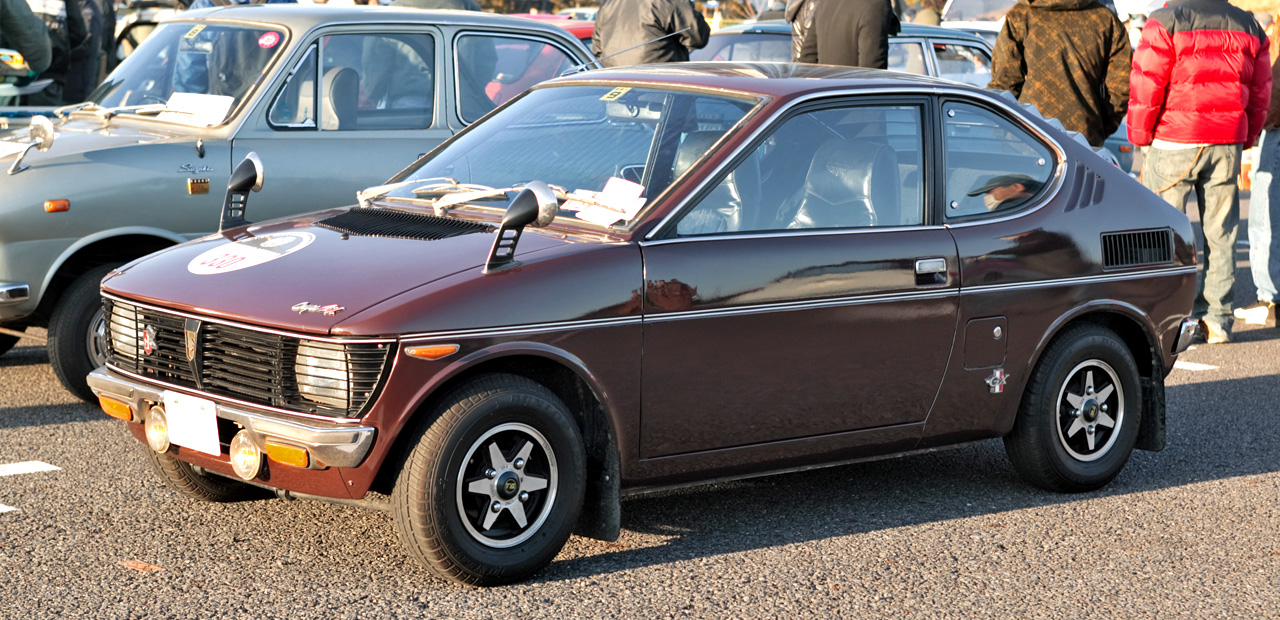
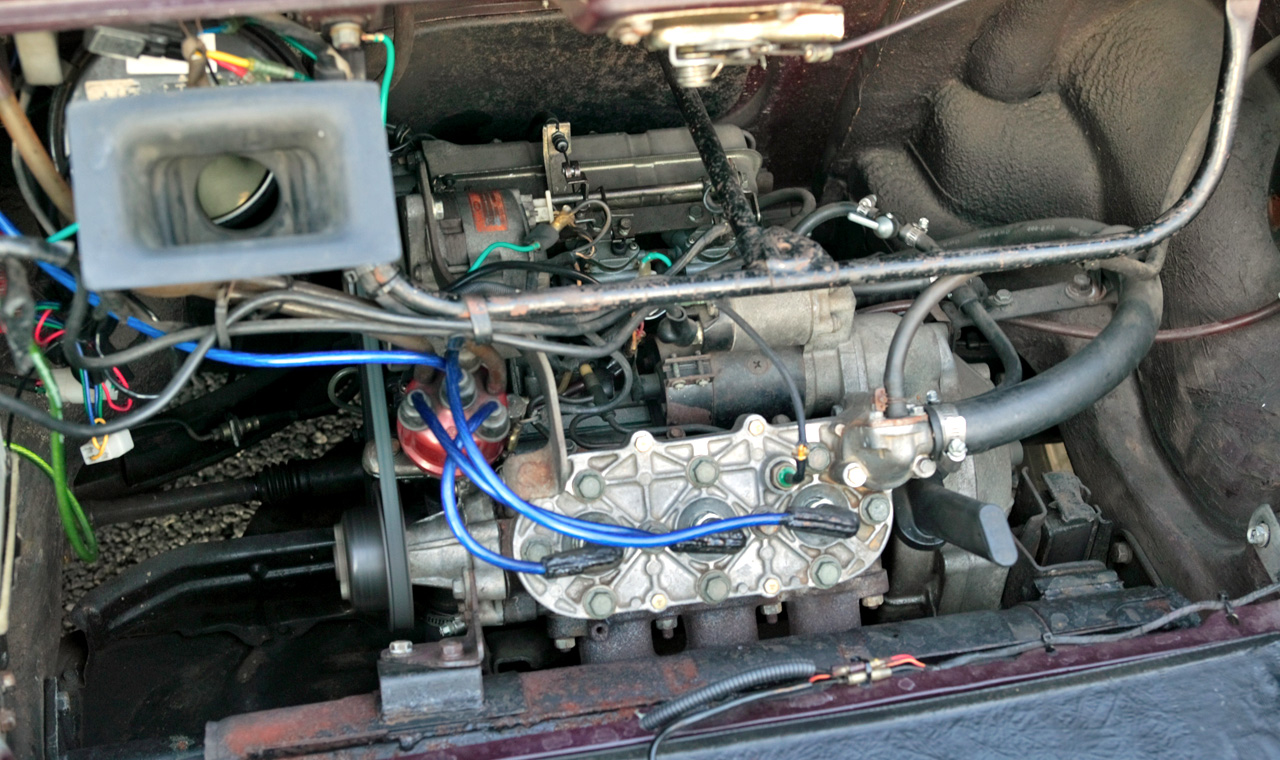
LC10W型引擎
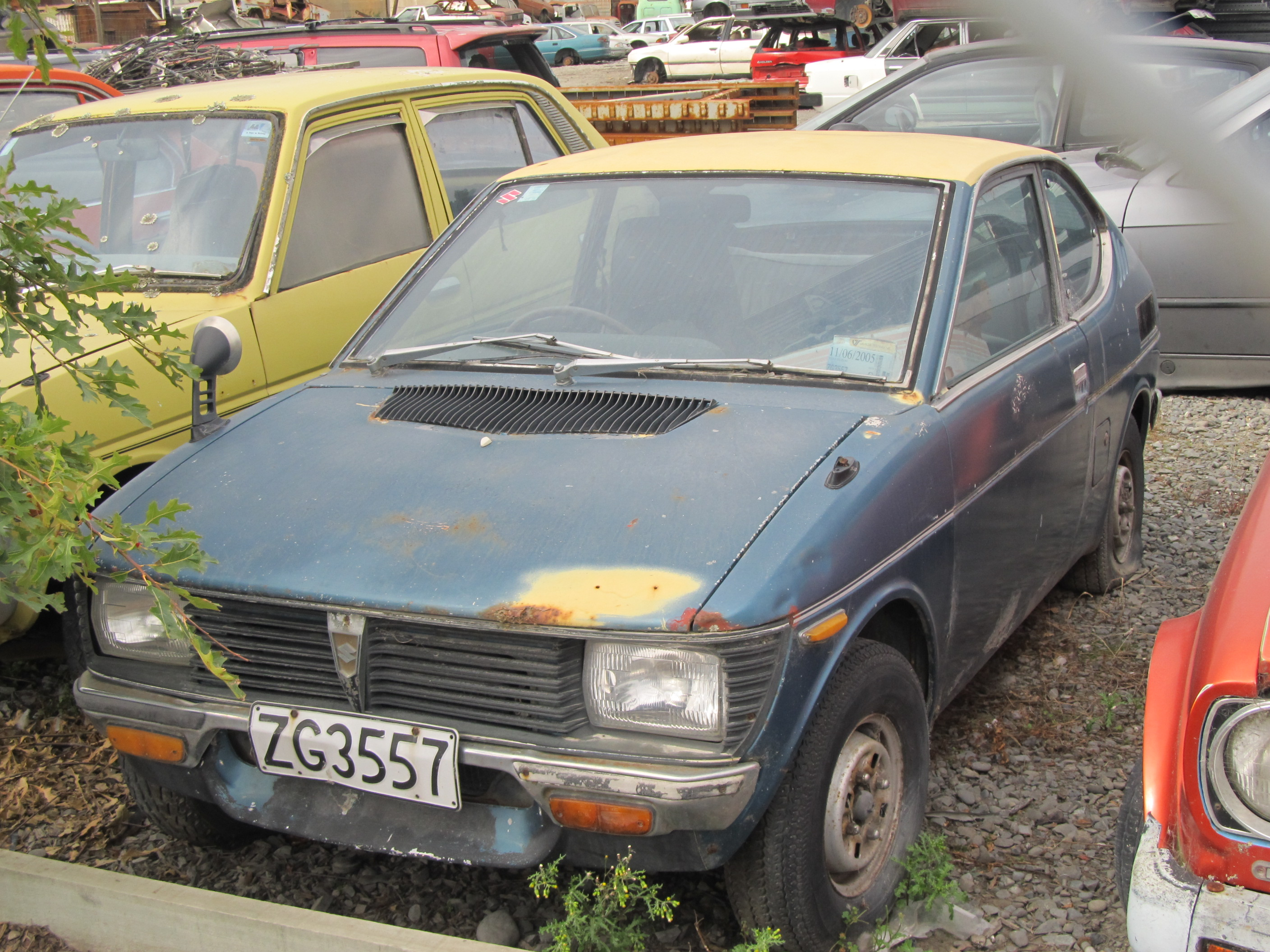
攝於紐西蘭

## 外部連結
- （日語）GAZOO.com：スズキ フロンテ・クーペ
- （日語）【車屋四六】第449話 フロンテクーペは美少女だった